# Tawang (Susukan)
Tawang is een bestuurslaag in het regentschap Semarang van de provincie Midden-Java, Indonesië. Tawang telt 4215 inwoners (volkstelling 2010).